# Io (filosofia)
L'Io in filosofia è il principio della soggettività, attività di pensiero alla quale è stato spesso attribuito un valore particolare poiché è il fulcro da cui nasce la riflessione filosofica stessa. Il concetto di Io corrisponde infatti al momento in cui pensante e pensato sono presenti al pensiero come la medesima realtà: nel momento in cui mi trovo a riflettere su di me, soggetto e oggetto vengono cioè a coincidere e non hanno più una connotazione che li differenzia. 

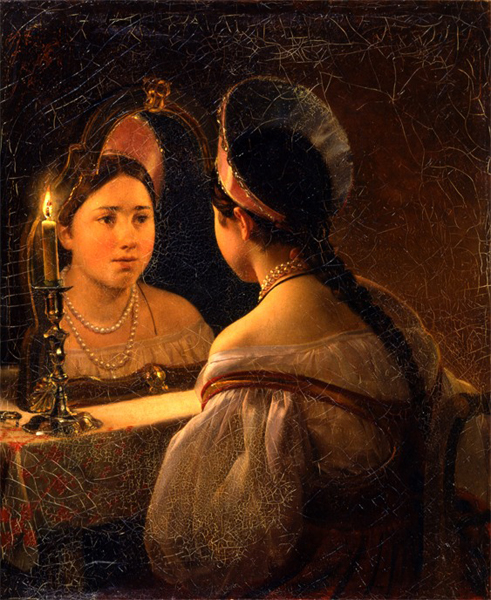
Catoptromante si riflette allo specchio (del pittore russo Karl Briullov, 1836)

Questa unione immediata di soggetto e oggetto, essere e pensiero, ha rappresentato uno dei principi fondanti che hanno contraddistinto lo sviluppo della filosofia occidentale, evolvendosi progressivamente a partire dagli antichi greci, fino in particolare all'Idealismo di Fichte, il quale pose all'origine della sua filosofia l'autointuizione dell'Io puro, da lui assimilata all'io penso kantiano. L'io era stato definito da Kant come l'unità sintetica originaria (o appercezione trascendentale) che ordina e unifica la molteplicità delle informazioni provenienti dai sensi.

## La coscienza filosofica dell'io
(Johann Gottlieb Fichte, seconda introduzione alla Dottrina della scienza, [1798], in Grande Antologia Filosofica, vol. XVII, pag. 962 e segg., Marzorati, Milano 1971)
La coscienza dell'Io è stata in genere considerata dai filosofi la prima forma di sapere certo e assoluto, perché innato e non acquisito dall'esterno, grazie al quale poter preservare la filosofia dalle derive del relativismo e dello scetticismo. Si tratta però di un sapere non oggettivabile né comunicabile se non in forma mediata, a prezzo della perdita dell'unità originaria, la quale per poter essere descritta deve sdoppiarsi in un soggetto descrivente e un oggetto descritto. L'Io infatti non è un dato di fatto, una realtà statica fissabile una volta per sempre, ma è un atto, un continuo porre se stesso. Fichte disse per questo che l’Io non è finito, ma infinito. Come tale non potrà mai divenire oggetto di conoscenza, ma è piuttosto il principio che rende possibile la conoscenza. L'Io non può mai comprendere razionalmente l'origine della propria autocoscienza, per attingere la quale egli deve rinunciare alla coscienza stessa. Si entra così nella dimensione mistica dell'estasi, che è l'identificazione dell'Io col suo Principio fondante. Molti filosofi neoplatonici, come Plotino, Agostino, Duns Scoto, Cusano, Campanella, Schelling, lo stesso Fichte, hanno postulato per questo l'identificazione del soggetto con Dio, visto come un unico grande Io, da cui nascono e a cui ritornano le singole anime degli individui.
È dovuto in particolare alla religione cristiana l'aver insistito su una tale concezione di Dio, come di un Essere non impersonale ma che anzi vive e agisce come Persona.

### La coscienza dell'Io in antroposofia
Una particolare rilevanza è attribuita all'Io, nonché alla tradizione filosofica occidentale che ha contribuito a svilupparne la coscienza, da parte della disciplina spirituale dell'antroposofia fondata da Rudolf Steiner. Questi rileva come si debba all'Io la sensazione che, in mezzo al mutare delle esperienze di dolore e piacere, o di fame e di sete, vi sia qualcosa che permane: è questo sentimento che differenzia l'uomo dagli animali, e che operando nell'ambito della razionalità, consente il perdurare della conoscenza tramite la memoria. Per mezzo dell'Io, infatti, l'uomo è in grado di guidare le proprie conoscenze, svincolandosi dagli oggetti presenti della percezione, a cui gli animali limitano le proprie esperienze, diventando capace di richiamare anche quelle del passato.
L'Io non è tuttavia un dono gratuito, ma è stato il risultato di una conquista che ha attraversato diverse epoche planetarie, durante le quali l'uomo si trovava inizialmente nella condizione di un minerale, dotato cioè soltanto di un corpo fisico, successivamente di una pianta, alla quale si venne aggiungendo un corpo eterico, e quindi di un animale, dotato anche di un corpo astrale. 
Allo stato attuale ogni uomo, a differenza degli animali, possiede un'individualità sua esclusiva, che lo distingue dal concetto generale della specie, cioè dall'anima di gruppo da cui si è differenziato. Questa sua individualità è appunto l'Io, da non intendere come un'entità statica e definita come lo sono i caratteri della specie, ma da sviluppare ulteriormente nell'arco della vita, tramite un lavoro sui corpi inferiori, cercando di esercitare su di essi il proprio dominio. Questo lavoro è il destino dell'uomo a cui si oppongono gli spiriti luciferici e arimanici che vorrebbero ricondurlo agli stadi primordiali della sua evoluzione.
Per poter progredire nel suo destino d'amore, l'Io dovrà rendersi sempre più indipendente, affinché l'amore sia una libera scelta, non più dettata dalla dipendenza al gruppo o alla comunità cui appartiene; d'altro lato, però, questa maggiore indipendenza rischia di farlo precipitare nell'isolamento e nell'egoismo.
(Rudolf Steiner, L'Apocalisse)